# Calyptranthes oligantha
Calyptranthes oligantha är en myrtenväxtart som beskrevs av Ignatz Urban. Calyptranthes oligantha ingår i släktet Calyptranthes och familjen myrtenväxter. Inga underarter finns listade i Catalogue of Life.